# Татариново
Тата́риново (рос. Татариново) — присілок у складі Кічменгсько-Городецького району Вологодської області, Росія. Входить до складу Єнангського сільського поселення.

## Населення
Населення — 21 особа (2010; 32 у 2002).
Національний склад (станом на 2002 рік):
- росіяни — 100 %